# Національне шосе 1 (В'єтнам)
Національне шосе 1 (в'єт. Quốc lộ 1, QL.1), також відоме як Національний маршрут 1A або трансв'єтнамське шосе. Маршрут починається на 0 км біля прикордонних воріт Hữu Nghị Quan поблизу китайсько-в’єтнамського кордону, пролягає вздовж країни, з’єднуючи великі міста, включаючи Ханой, Дананг і Хошимін, і закінчується на 2301,34 км., у селищі Намкан (в'єт. Năm Căn) у провінції Камау.

## Схема маршруту
Національние шосе 1 пролягає через провінції та міста В'єтнаму:
- Лангшон (км 16)
- Бакзянг (км 119)
- Бакнінь (км 139)
- Місто Ханой (столиця) (км 171)
- Фулі (км 229, провінція Ханам)
- Ніньбінь (км 263)
- Тханьхоа (км 324)
- Вінь (км 461, провінція Нгеан)
- Хатінь (км 510)
- Донгхой (км 658, провінція Куангбінь)
- Куангчі (км 750)
- Місто Хюе (км 824, провінція Тхиатх'єн-Хюе)
- Місто Дананг (км 929)
- Куангнам (км 991, провінція Куангнам)
- Куангнгай (км 1054)
- через 1D: Куїньон (км 1232, провінція Біньдінь)
- Туйхоа (км 1329, провінція Фуєн)
- через 1С: Нячанг (км 1450, провінція Кханьхоа)
- Фанранг-Тхаптям (км 1528, провінція Ніньтхуан)
- Фантх'єт (км 1701, провінція Біньтхуан)
- Б'єнхоа (км 1867, провінція Донгнай)
- Хошимін (км 1890)
- Танан (км 1936, провінція Лонган)
- Мітхо (км 1959, провінція Тьєнзянг)
- Віньлонг (км 2024)
- Кантхо (км 2058)
- Нгабай (км 2096, провінція Хаузянг)
- Шокчанг (км 2119)
- Бакльєу (км 2176)
- Камау (км 2236, провінція Камау)

## Технічні характеристики
- Загальна довжина 2300,45 км[2]
- Ширина дороги: 10–12 м
- Дорожнє покриття: асфальт
- Загальна кількість мостів: 874 мости, навантаження на мости від 25 до 30 метричних тонн

## Історія

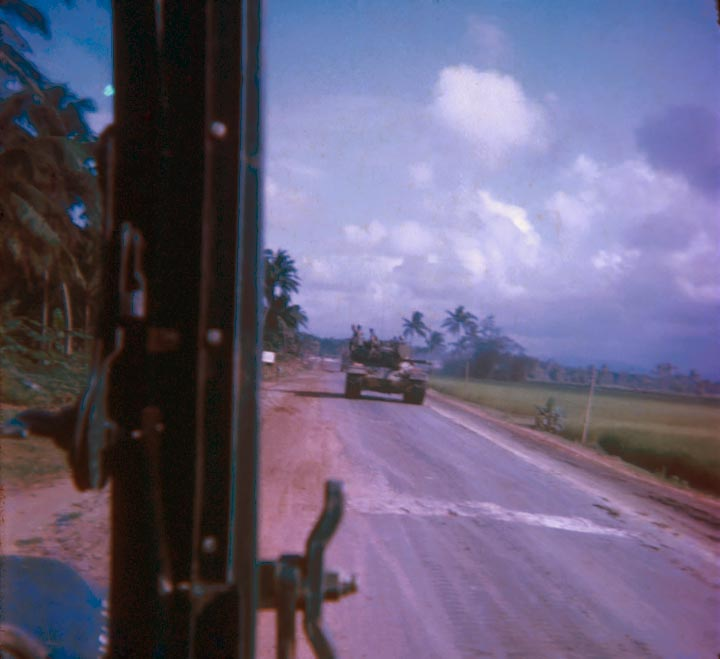
Шосе QL-1, 1968 рік.

Національний шлях 1 був побудований французькими колоністами на початку 20 століття. Він нещодавно був модернізований японською компанією, а також кредитами Світового банку. Під час Першої війни в Індокитаї та Другої війни в Індокитаї (війна у В’єтнамі) дорога 1A була місцем низки битв між в’єтнамськими силами та французькими чи американськими військами. Одним із найпомітніших боїв була французька операція Камарг у 1953 році.
У Південному В’єтнамі було дві розділені ділянки головної дороги від Куангчі до Басуєн (провінція Камау): QL-1 (Національна магістраль 1) і QL-4 (Національна магістраль 4). Під час 2-ї Індокитайської війни Інженерний корпус армії США проводив значні роботи з модернізації QL-1 і QL-19. У 1966 році 19-й інженерний батальйон почав «модернізувати автомагістраль QL-1 з фактично ґрунтової дороги на всепогодну дорогу класу 31 від півночі Куїньона до Бонгшона». До 1970 року QL-1 була модернізована аж до Модик (в'єт. Mộ Đức) (провінція Куангнгай). QL-1 обходить навколо Сайгон-Б'єнхоа. У дельті річки Меконг шосе NH4 (нині національне шосе QL-1A) простягається від провінції Лонган до Басуйен.

## Майбутнє
Центральну ділянку шосе, від прикордонних воріт Hữu Nghị Quan до Камау, планується дублювати швидкісною автострадою Північ-Південь.